# Deloitte

Logo

Deloitte – międzynarodowa sieć spółek świadczących usługi doradcze i audytorskie. Należy do tzw. wielkiej czwórki firm zajmujących się audytem finansowym.

## Oferowane usługi
Przedsiębiorstwo świadczy m.in. następujące usługi:
- audytu (badania sprawozdań finansowych),
- doradztwa finansowego dla przedsiębiorstw,
- doradztwa podatkowego,
- doradztwa prawnego,
- konsultingu,
- zarządzania ryzykiem.

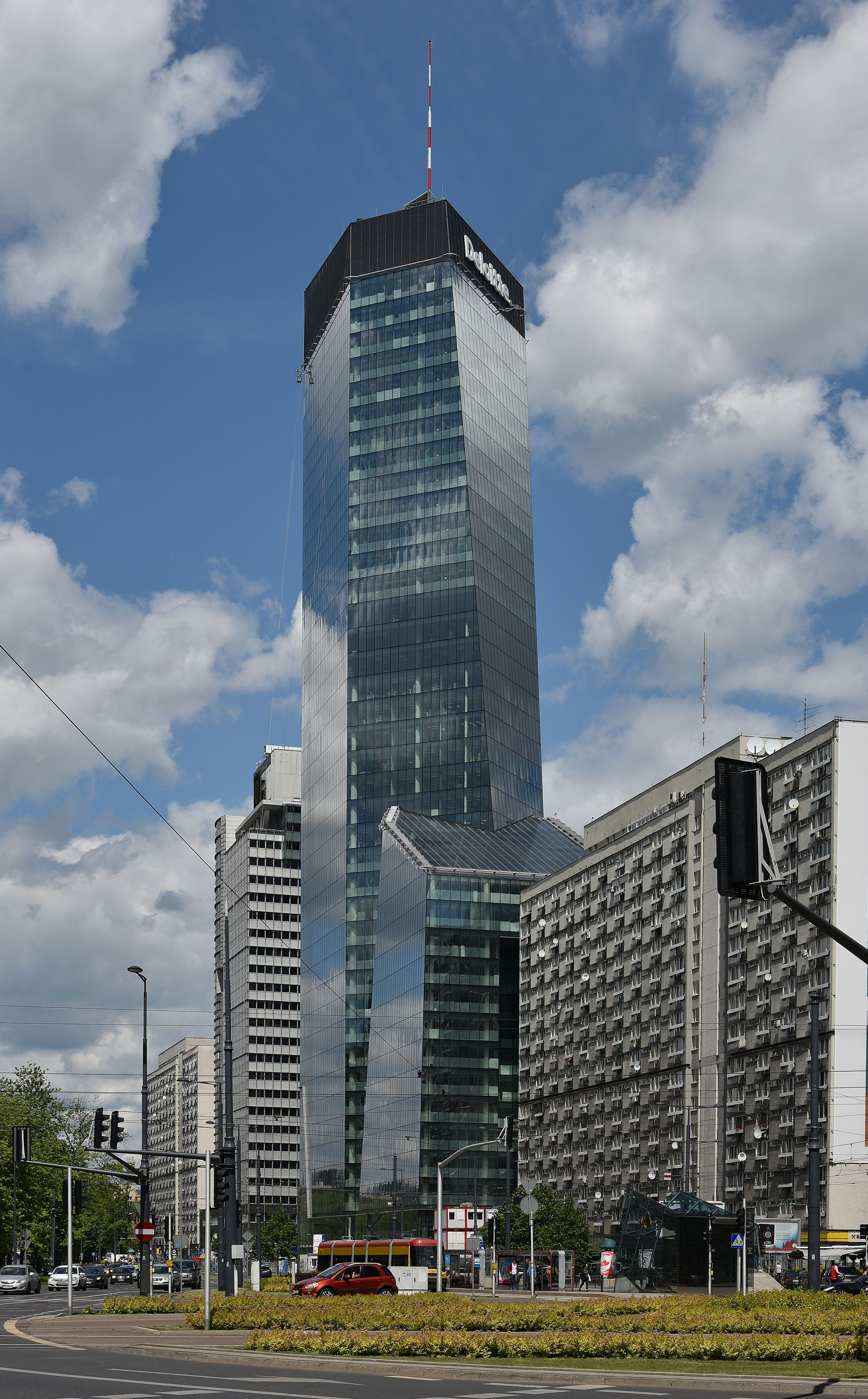
Wieżowiec Q22 – siedziba Deloitte w Warszawie

W 2017 r. zatrudniała ponad 224 tys. pracowników, oraz działa w ponad 150 krajach. Przychody globalne w roku obrotowym zakończonym w roku obrotowym 2016 wyniosły 36,8 mld dolarów.

## Marka Deloitte
Firma była wcześniej znana pod nazwą Deloitte & Touche lub Deloitte Touche Tohmatsu. Jednolitą markę „Deloitte” wprowadzono w 2003.
W czerwcu 2016 roku firma Deloitte globalnie przeszła odświeżenie identyfikacji wizualnej. Deloitte zmienił swój branding pierwszy raz od 15 lat. Nowa identyfikacja wizualna marki Deloitte obejmuje zmienione logo, litografię oraz charakter materiałów graficznych (np. zdjęć), którymi firma się posługuje, jak również zmiany w wyglądzie kanałów i aplikacji, za pośrednictwem których Deloitte kontaktuje się z odbiorcami swoich treści. Marka Deloitte ma spójną architekturę i wygląd na całym świecie.

## Deloitte w Polsce
Deloitte działa w Polsce od 1990 roku. W 2006 r. nastąpiła fuzja z Andersen Business Consulting, w wyniku czego powstał największy zespół doradztwa biznesowego w Europie Środkowej. Firma zatrudnia w Polsce ponad 2500 osób.
Deloitte w 2015 roku obchodziła 25. rocznicę swojej obecności i działalności w Polsce. Z tej okazji firma w całym kraju sfinansowała inicjatywy pracowników, które miały na celu poprawę sytuacji społeczności lokalnych i mieściły się w formule idei Deloitte „Making an impact that matters” (co oznacza kreowanie pozytywnych zmian). W skali globalnej firma zainwestowała 212 mln dolarów w inicjatywy społeczne i charytatywne.
Od 2020 roku szefem polskiego oddziału firmy jest Tomasz Konik.
Deloitte w 2008 roku jako pierwsza firma tzw. wielkiej czwórki w Polsce, uruchomił bezpłatny program ogólnodostępnych seminariów internetowych poświęconych praktycznym zagadnieniom biznesowym.
Główne biuro w Polsce znajduje się w Warszawie. Dodatkowo firma posiada osiem biur lokalnych w: Gdańsku, Łodzi, Katowicach, Krakowie, Poznaniu, Rzeszowie, Szczecinie i Wrocławiu.

## Nagrody i wyróżnienia
Deloitte został nagrodzony w konkursach i rankingach, m.in.:
- 1. miejsce wśród BIG4 w rankingu Universum, kategoria Biznes. 8. miejsce w całym rankingu 2017.[8]
- Największa firma pod względem przychodów i największa firma pod względem liczby doradców podatkowych wg Rankingu firm i doradców podatkowych „Rzeczpospolitej” w latach 2015 i 2016[9][10]
- Central European Tax Firm of the Year według International Tax Review w latach 2013, 2014, 2015 i 2016[11]
- Najlepsza Firma Doradztwa Podatkowego w Polsce w roku 2014 według „Dziennika Gazety Prawnej”
- Poland Transfer Pricing Firm of the Year według International Tax Review w latach 2014 i 2015
- Firma doradcza Deloitte została wyróżniona nagrodą „Audit Innovation of the Year”, przyznawaną przez prestiżowy, globalny magazyn International Accounting Bulletin (2015)[12]
- Deloitte trzeci rok z rzędu zwycięża w rankingu „Rzeczpospolitej” i „Parkietu” pod względem liczby przebadanych spółek giełdowych[13]
- 1. miejsce wśród BIG4 w rankingu Universum, kategoria Biznes. 8. miejsce w całym rankingu[14].
- 1. miejsce w Maratonie Firm Konsultingowych 2017[15].
- 1. miejsce w rankingu ELSA w kategorii: najbardziej rozpoznawalna firma doradcza 2017[16].
- 1. miejsce w rankingu ELSA dla Deloitte Legal w kategorii: najbardziej rozpoznawalna kancelaria prawna 2017[16].
- 2. miejsce w rankingu ELSA w kategorii: najlepszy pracodawca – najbardziej pożądane miejsce pracy 2017.
- nagroda European Podcast Award 2010 dla podkastu Deloitte w kategorii podkastów biznesowych[17].
- 1. miejsce w konkursie Employer Branding Excellence Awards za najlepszą strategię Employer Brandingową Roku 2017.
- 2. miejsce wśród BIG4 w badaniu Trendence Graduate Barometr, kategoria Biznes. 7. miejsce w całym rankingu. 2017
- 3. miejsce wśród BIG4 w rankingu Pracodawca Roku wg AIESEC. 4. Miejsce w całym rankingu. 2017
- 2. miejsce wśród BIG4 w rankingu Antal. 3 pozycja w całym rankingu. 2017
- Wyróżnienie Mecenas Edukacji Prawniczej 2016 za wkład w rozwój edukacji prawniczej – przyznane przez ELSA 2017